# Loxosceles coquimbo
Loxosceles coquimbo är en spindelart som beskrevs av Willis J. Gertsch 1967. Loxosceles coquimbo ingår i släktet Loxosceles och familjen Sicariidae. Inga underarter finns listade i Catalogue of Life.